# Sataniv
Sataniv (în ucraineană Сатанів) este o așezare de tip urban din raionul Horodok, regiunea Hmelnîțkîi, Ucraina. În afara localității principale, nu cuprinde și alte sate.

## Demografie
Componența lingvistică a așezării de tip urban Sataniv
     Ucraineană (97,51%)
     Rusă (2,31%)
     Alte limbi (0,08%)
Conform recensământului din 2001, majoritatea populației așezării de tip urban Sataniv era vorbitoare de ucraineană (97,51%), existând în minoritate și vorbitori de rusă (2,31%).